# Els van Noorduyn

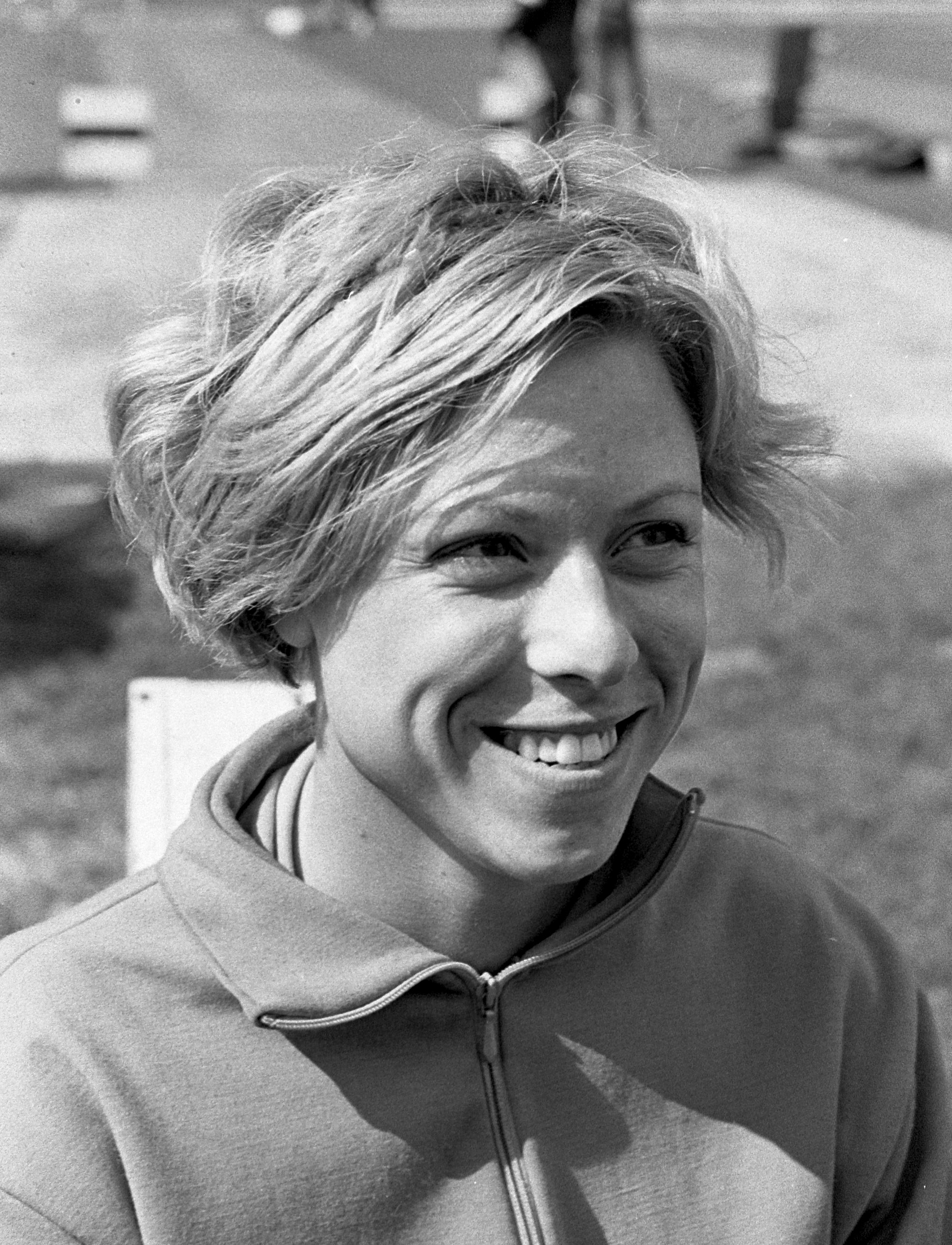
Els van Noorduyn, 1968

Els van Noorduyn (eigentlich Elsemia Marianne Helene van Noorduyn; * 25. Mai 1946 in Amsterdam) ist eine ehemalige niederländische Kugelstoßerin.
Bei den Europäischen Hallenspielen 1967 in Prag wurde sie Fünfte, bei den Olympischen Spielen 1968 in Mexiko-Stadt Achte und bei den Europameisterschaften 1969 in Athen Sechste.
1971 kam sie bei den Halleneuropameisterschaften in Sofia auf den siebten und bei den Europameisterschaften in Helsinki auf den neunten Platz.
Siebenmal wurde sie Niederländische Meisterin (1963, 1967–1972) und einmal Niederländische Hallenmeisterin (1971). Ihre persönliche Bestleistung von 17,87 m stellte sie am 11. Juli 1971 in Uden auf.